# Église Notre-Dame-de-l'Assomption de Bize
L'église Notre-Dame-de-l'Assomption est une église catholique située à Bize, dans le département français des Hautes-Pyrénées en France.

## Présentation
L'église est située dans la basse vallée de la Neste.

## Description

### Intérieur

#### Partie arrière
- Sur un tissu est brodé Jésus Christ avec le message : "O Jésus Ayez Pitié de Nous, Amour Réparation".

#### Chapelle duSacré-Cœur de Jésus
Le retable du Sacré-Cœur de Jésus est situé dans la partie arrière de l'église.
Sur la retable sont représentés : au centre le Sacré-Cœur de Jésus, à gauche saint Joseph, à droite un évêque.
Au sommet du retable, deux anges tiennent une banderole où est écrit Sacré-Cœur de Jésus.
- À gauche du retable, une statue de sainte Thérèse de Lisieux.

#### Partie avant
- Statue de saint Bertrand.
- Texte de l'évangile en latin selon saint Jean l'évangéliste.
- Une statue de l'Enfant Jésus de Prague.

#### Lechœur
Le retable monumental, le tabernacle avec ciborium, et le maître-autel ont été réalisés par Jean II Ferrère.
Le retable
Au centre du retable monumental est placé un tableau de l'Assomption de Marie, à gauche une statue de saint Pierre et à droite une statue de saint Paul. Au sommet est représenté sur un tableau Dieu le père.
Les colonnes autour du tableau de l'Assomption de Marie sont décorées avec des feuilles de vigne et des grappes de raisin. Les colonnes sont surmontées de chapiteaux corinthiens.
Le maître-autel où est posé le tabernacle est en bois sculpté avec des ornements dorés et des peintures imitant le marbre. Sur la façade est représentée la Vierge à l'Enfant.
Le tabernacle est surmonté d'un crucifix et d'un ciborium, ils sont en bois sculpté et doré.
Sur la partie inférieure du tabernacle sont représentées trois scènes :
- À gauche, l'Annonciation,
- À droite, l'Assomption de Marie,
- Au centre, sur la porte du réceptacle, un décor végétal.

Le second maître-autel est en bois sculpté avec des ornements dorés. Sur la façade est représenté un évêque.

#### Chapelle de laVierge Marie
L'autel et le tabernacle sont en marbre blanc, les colonnes sont en marbre noir.
- Au centre une statue de l'Immaculée Conception, à droite une statue de Notre-Dame de Lourdes, dessous une statue de sainte Bernadette.

#### Chapelle Saint-Joseph
L'autel et le tabernacle sont en marbre blanc.
- À droite saint Joseph tenant dans ses bras l'enfant Jésus, à gauche saint Jean l'évangéliste, au centre l'Assomption de Marie brodée sur un tissu.

## Galerie

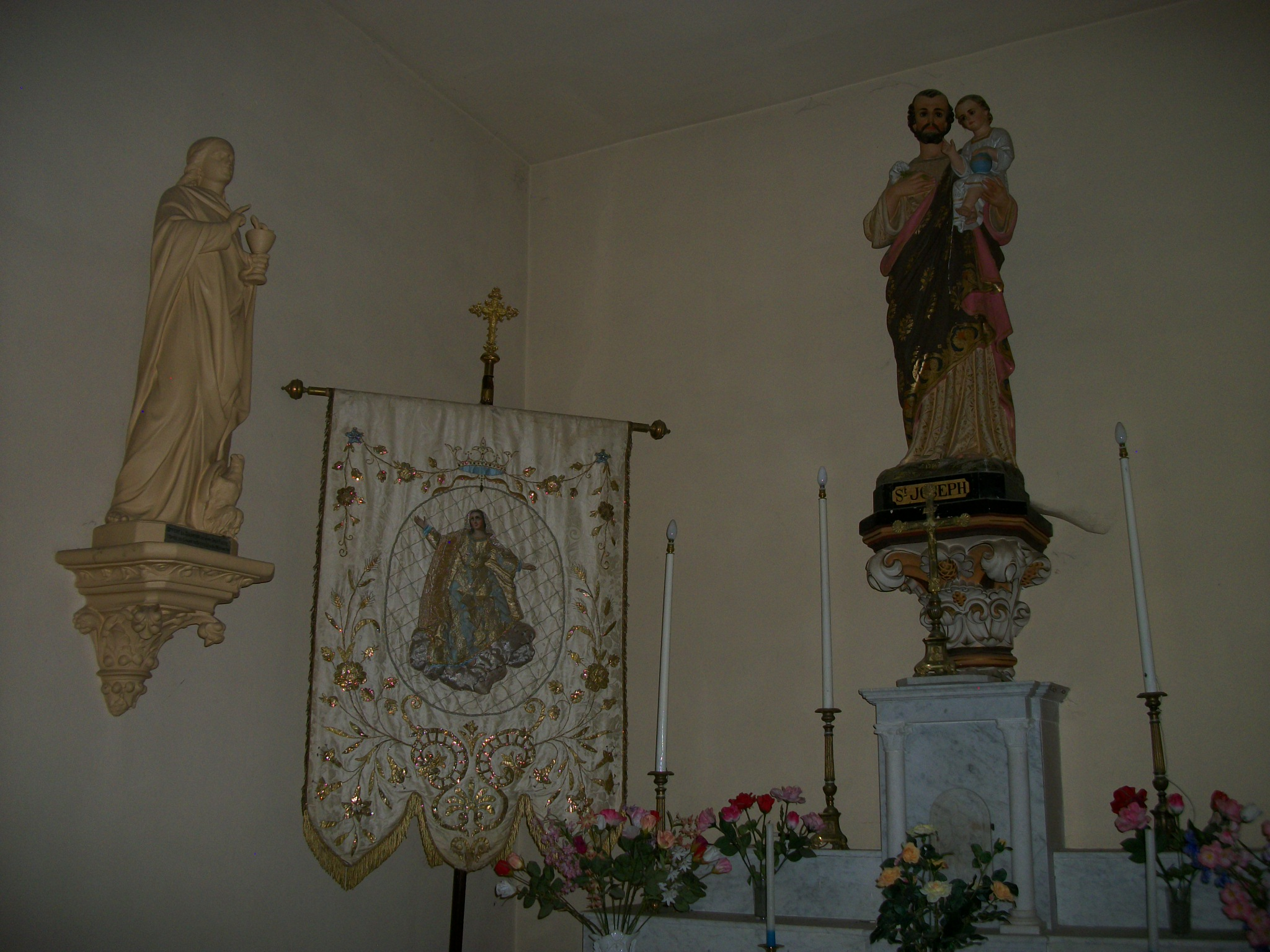
À droite saint Joseph tenant dans ses bras l'Enfant Jésus, à gauche saint Jean l'évangéliste, au centre l'Assomption de Marie broder sur un tissu.
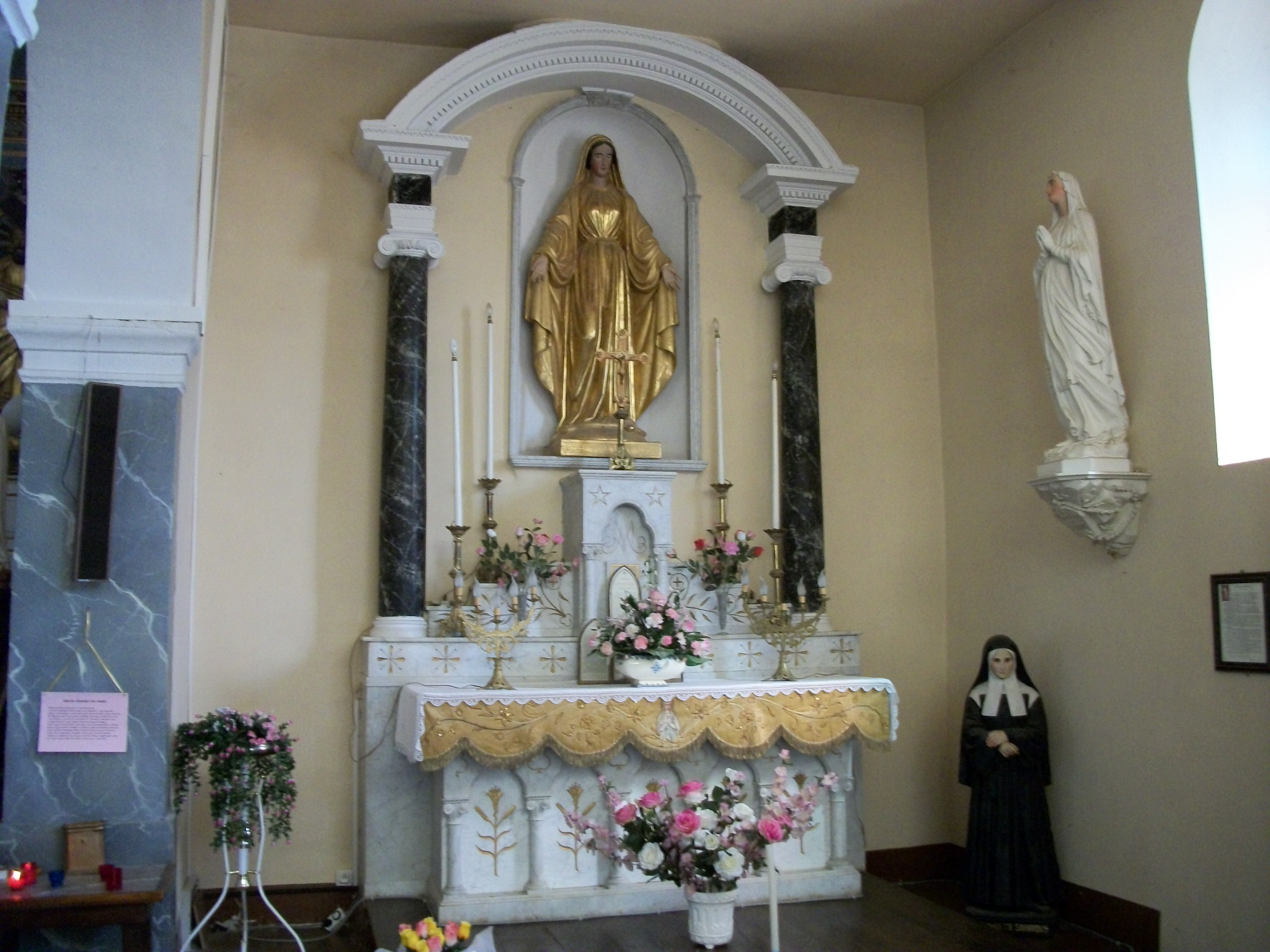
Chapelle de la Vierge Marie.
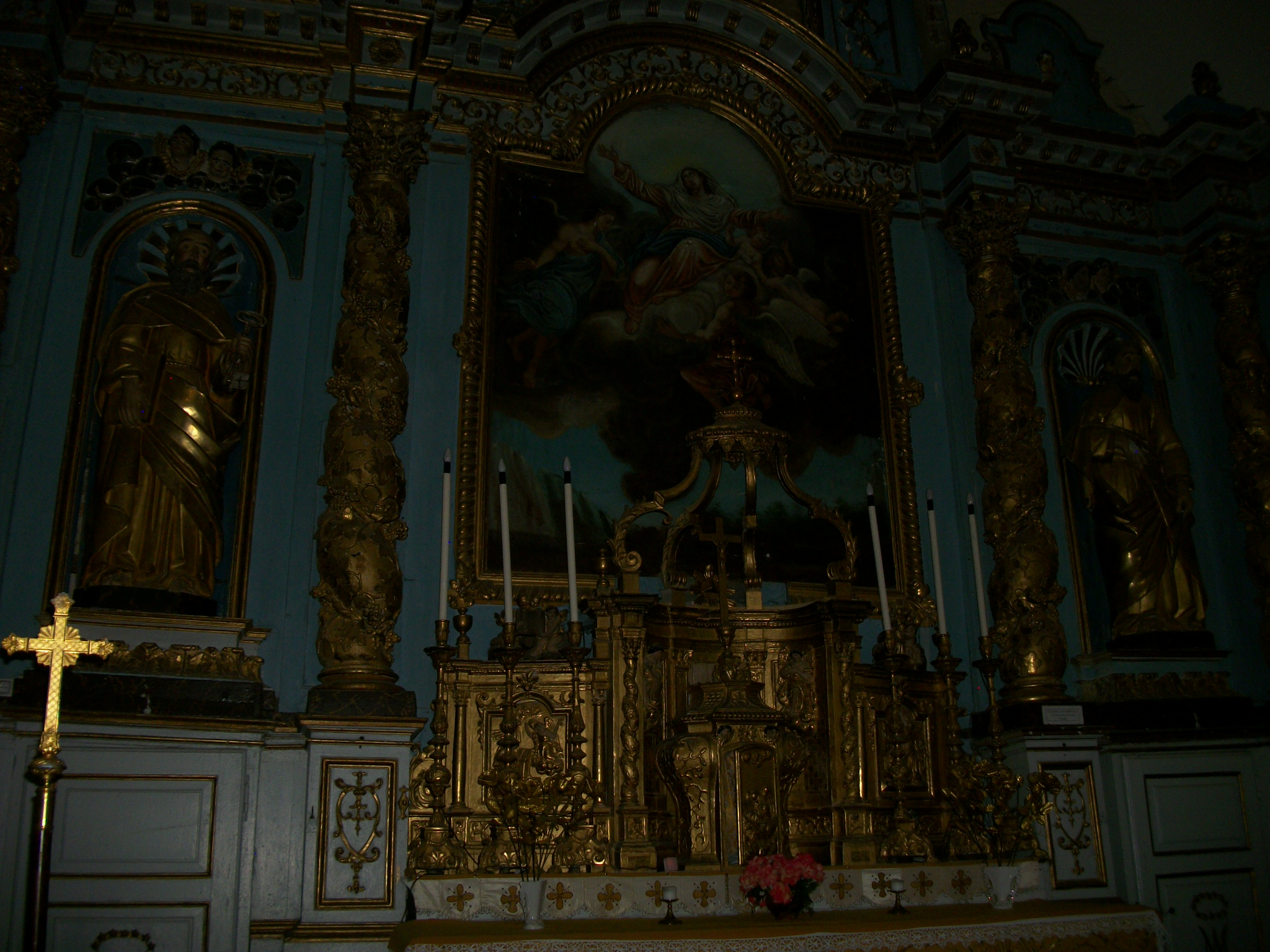
Le tabernacle.
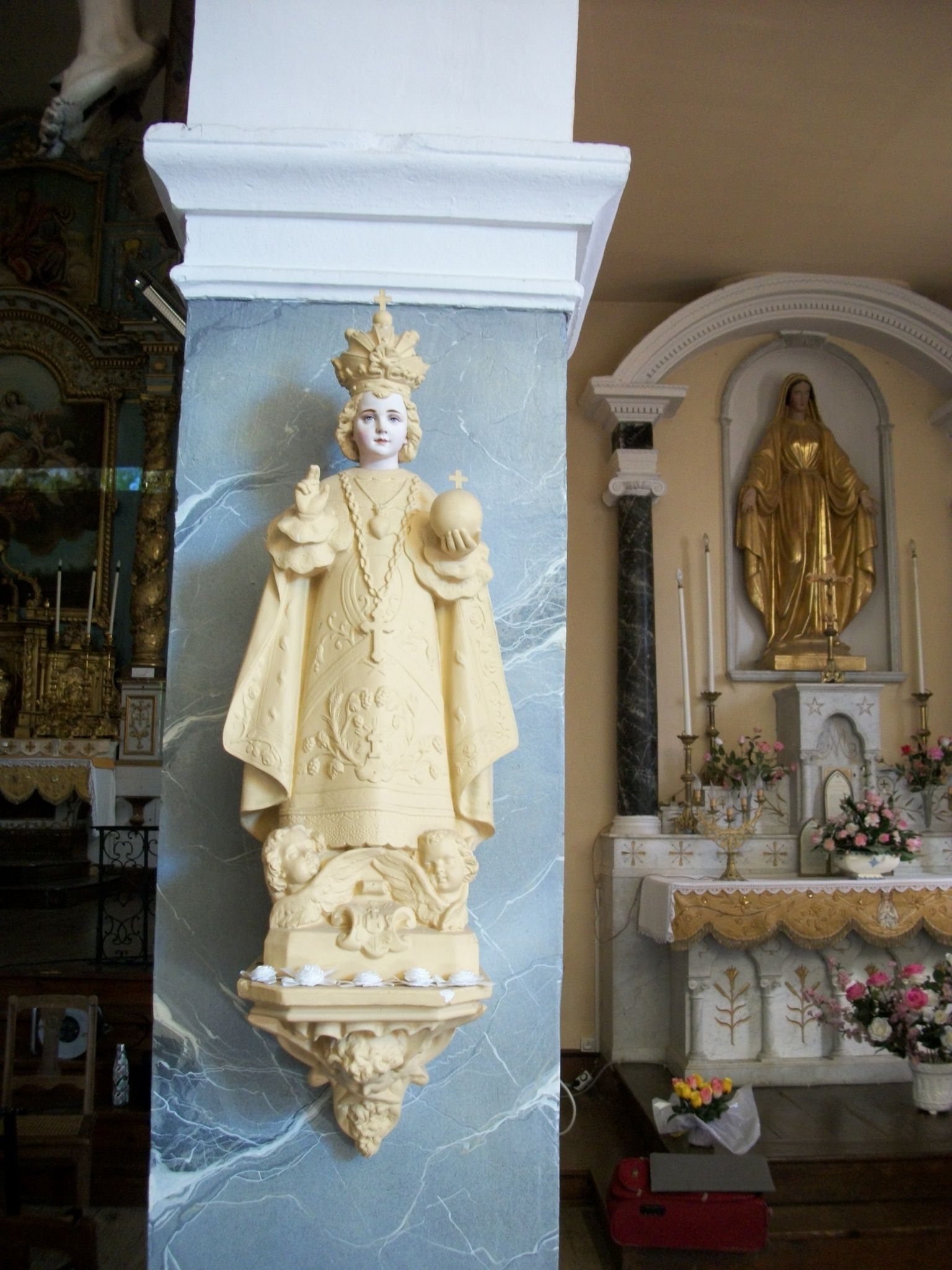
Une statue de l'Enfant Jésus de Prague. À droite la chapelle de la Vierge-Marie.
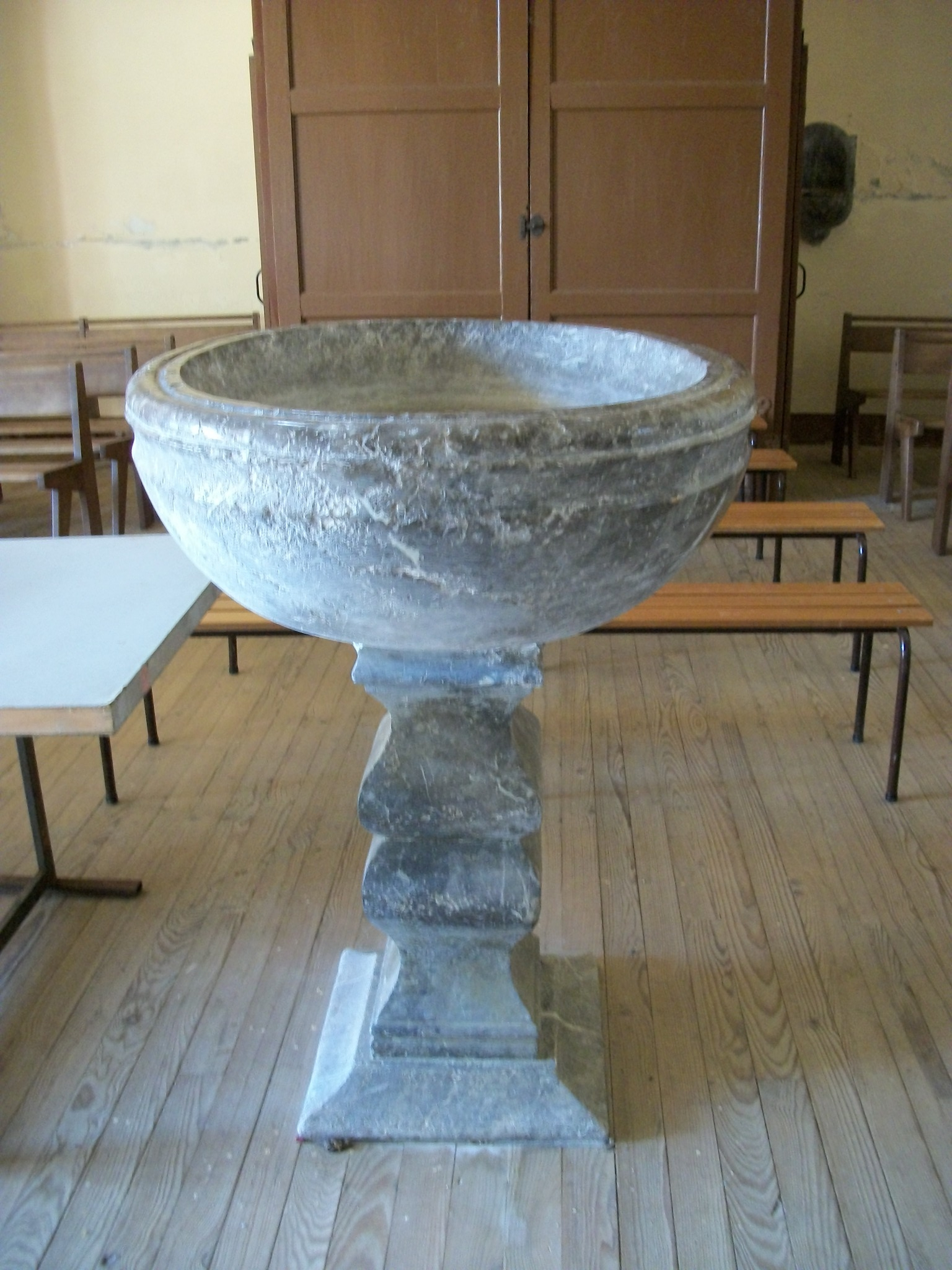
Bénitier de l'entrée.